# Championnat du Guatemala de football 1947-1948
Navigation
Saison précédente Saison suivante
La Liga Nacional 1947-1948 est la quatrième édition de la première division guatémaltèque.
Lors de ce tournoi, le Tipografía Nacional a tenté de conserver son titre de champion du Guatemala face aux sept meilleurs clubs guatémaltèques.
Chacun des huit clubs participants était confronté deux fois aux sept autres équipes.

## Les 8 clubs participants
| \| Guatemala: Aurora FC Guatemala FC Club de España CSD Hércules IRCA CSD Municipal Tipografía Nacional Universidad SC Guatemala \| Localisation des clubs engagés dans le championnat. |
| Guatemala: Aurora FC Guatemala FC Club de España CSD Hércules IRCA CSD Municipal Tipografía Nacional Universidad SC Guatemala                                                           |

Ce tableau présente les huit équipes qualifiées pour disputer le championnat 1947-1948. On y trouve le nom des clubs, le nom des stades dans lesquels ils évoluent ainsi que la capacité et la localisation de ces derniers.
| Club                | Stade                  | Capacité          | Ville          |
| Aurora FC           | Stade de l'Ejército    | 13 300            | Guatemala City |
| Club de España      | Stade inconnu          | Capacité inconnue | Guatemala City |
| Guatemala FC        | Stade inconnu          | Capacité inconnue | Guatemala City |
| CSD Hércules        | Stade inconnu          | Capacité inconnue | Guatemala City |
| IRCA                | Stade inconnu          | Capacité inconnue | Guatemala City |
| CSD Municipal       | Stade Mateo Flores     | 30 000            | Guatemala City |
| Tipografía Nacional | Stade La Pedrera       | Capacité inconnue | Guatemala City |
| Universidad SC      | Stade de la Revolución | 5 000             | Guatemala City |

## Compétition
Les huit équipes affrontent à deux reprises les sept autres équipes selon un calendrier tiré aléatoirement.
Le classement est établi sur l'ancien barème de points (victoire à 2 points, match nul à 1, défaite à 0).
Le départage final se fait selon les critères suivants :
- Le nombre de points.
- La différence de buts générale.
- Le nombre de buts marqué.

### Classement
| Rang | Équipe                | Pts | J  | G  | N | P  | Bp | Bc | Diff |
| ---- | --------------------- | --- | -- | -- | - | -- | -- | -- | ---- |
| 1    | CSD Municipal         | 23  | 14 | 10 | 3 | 1  | 58 | 22 | +36  |
| 2    | Club de España        | 19  | 14 | 7  | 5 | 2  | 45 | 28 | +17  |
| 3    | Aurora FC             | 15  | 14 | 6  | 3 | 5  | 39 | 33 | +6   |
| 4    | IRCA                  | 15  | 14 | 7  | 1 | 6  | 26 | 28 | -2   |
| 5    | Tipografía Nacional T | 14  | 14 | 5  | 4 | 5  | 37 | 28 | +9   |
| 6    | CSD Hércules          | 13  | 14 | 6  | 1 | 7  | 40 | 41 | -1   |
| 7    | Universidad SC        | 8   | 14 | 3  | 2 | 9  | 25 | 44 | -19  |
| 8    | Guatemala FC          | 5   | 14 | 2  | 1 | 11 | 17 | 63 | -46  |

| Légende : Abréviations | Légende : Abréviations |
| ---------------------- | ---------------------- |
|                        | T Tenant du titre      |

## Bilan du tournoi
| Championnat du Guatemala de football 1947-1948 |                |
| Champion                                       | CSD Municipal  |
| Dauphin                                        | Club de España |